# Ибрагимово (Гафурийский район)
Ибрагимово (баш. Ибраһим) — деревня в Гафурийском районе Республики Башкортостан Российской Федерации. Входит в состав Зилим-Карановского сельсовета.

## География

### Географическое положение
Находится на левом берегу реки Зилим.
Расстояние до:
- районного центра (Красноусольский): 50 км,
- центра сельсовета (Зилим-Караново): 4 км,
- ближайшей ж/д станции (Белое Озеро): 67 км.

## Население
| 2002 | 2009 | 2010 |
| ---- | ---- | ---- |
| 372  | ↗392 | ↘340 |

Согласно переписи 2002 года, преобладающая национальность — башкиры (99 %).

## Религия
В селе есть мечеть.